# ゴッホとドクター
「ゴッホとドクター」（原題: "Vincent and the Doctor"）は、イギリスのSFドラマ『ドクター・フー』の第5シリーズ第10話。2010年6月5日に BBC One で初放送された。脚本はリチャード・カーティス、監督はジョニー・キャンベルが担当し、俳優ビル・ナイも出演した。
フィンセント・ファン・ゴッホの絵画『オーヴェルの教会』に描かれた不吉な影に興味をそそられたタイムトラベラーの異星人11代目ドクター（演:マット・スミス）と彼のコンパニオンのエイミー・ポンド（演:カレン・ギラン）は、時間を遡ってゴッホ（演:トニー・カラン）に出会う。2人はオーヴェル＝シュル＝オワーズがゴッホ以外の人間には視認できない地球外生命体クラフェイスの被害を受けていることを知り、ゴッホと協力してクラフェイスを倒す。ゴッホを未来に連れて来て彼の遺産を見せても彼が自殺するという顛末が変わることはなかったが、それでも彼の人生に良い物を与えられたと2人は慰め合う。
ゴッホは将来自分が有名になることを永遠に知らなかった、という事実にカーティスはインスパイアされ、ゴッホを主軸としたエピソードのアイディアを思いついた。彼は台本をスタッフからの批判に晒させ、結果として数多くのバージョンを執筆した。カーティスはゴッホの精神疾患にまつわるジョークを書くことで彼を残酷な人間に仕立て上げるよりも、現実に準拠した彼を描写したがった。本作の大部分はクロアチアのトロギルで撮影され、数多くのセットがゴッホの絵画に倣ったものであった。本作は BBC One と BBC HD で676万人の視聴者を獲得し、反応も主に肯定的であった。本作の感動の多さが議論され、数多くの批評家にゴッホ役のカランの演技が称賛された一方、クラフェイスは脅威となる効果的なモンスターではなかったと論評された。

## 連続性

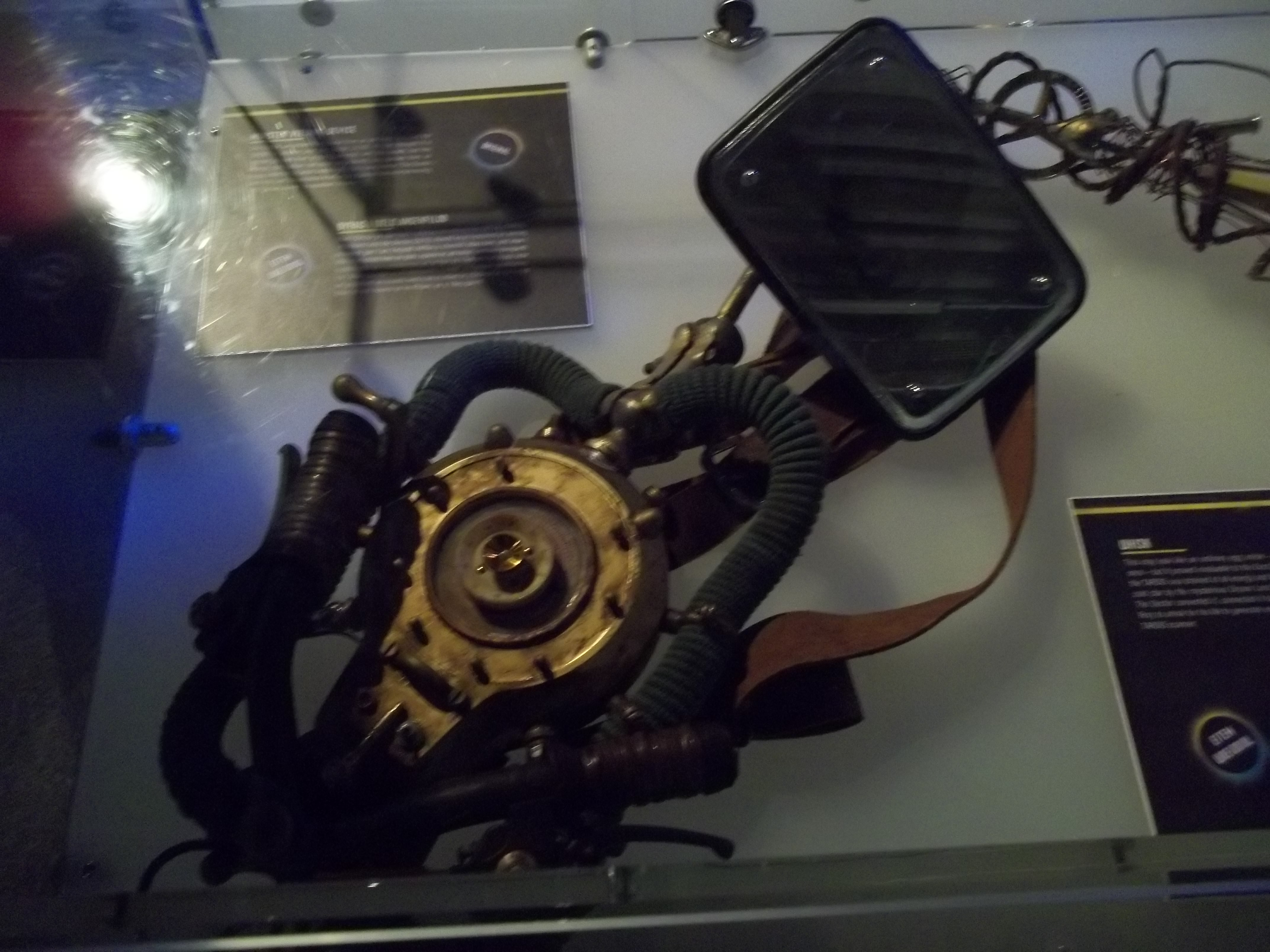
モンスターを視認する装置

初代ドクター（演:ウィリアム・ハートネル）と2代目ドクター（演:パトリック・トラウトン）の顔写真がクラフェイス確認用の鏡の装置に映し出され、ターディスのタイプライターから印刷される。本作の旅は前話「冷血」でエイミーの婚約者ローリー・ウィリアムズが死亡したことについてエイミーへの償いとしてドクターが企画したものであるが、ローリーの遺体は宇宙の裂け目に吸い込まれて歴史から存在自体が抹消されたため、エイミーはそのことを覚えていない。ゴッホがローリーを失ったエイミーの無意識下の悲壮を感じ取るほか、ドクターがゴッホとエイミーをエイミーとローリーに呼び間違えている。

## 製作

### 脚本
脚本家リチャード・カーティスは以前、当時の製作総指揮スティーヴン・モファットがコミックリリーフ用に執筆した『ドクター・フー』の単発コメディパロディ The Curse of Fatal Death のエグゼクティブ・プロデューサーを務めていた。この経験に基づき、モファットはカーティスに『ドクター・フー』のエピソードを執筆するよう依頼した。カーティスは歴史を扱う『ドクター・フー』のエピソードを喜び、その執筆を快適に感じた。彼にはゴッホを中心とした物語のアイディアを長きに亘って温めており、ゴッホがチャールズ・ディケンズやウィリアム・シェイクスピアといった人物と違って存命時には自分の名が売れることなど知る由もなかったという事実に特に興味を持ち、それにインスピレーションをもたらされた。また、カーティスはうつとその代償にも興味を持った。ドクターが時間を書き換えられるが、ゴッホの直面した"悪魔"は彼の手の届かない場所にいたのだ、とカーティスは本作を通じて伝えたかった。なお、モファットはこの物語のアイディアに夢中になったという。
カーティスは脚本について何でも批判するようにモファットに頼み、後に彼がまさしく正直者だとカーティスは語った。エグゼクティブ・プロデューサーのピアーズ・ウェンガーと監督ジョニー・キャンベルも脚本を批評した。モファットはカーティスに対して、より素早く物語を始める必要があること、そしてドクターとゴッホの遭遇の展開が遅いことなどを指摘した。映像化された脚本はモファットが指摘した通りにカーティスが改変したものである 。また、彼はカーティスが書いたほどドクターは冗長に喋らないと指摘し、ドクターの喋りが遥かに効率的であることを確認するべくいくつかエピソードを視聴するように勧めた。カーティスはこの経験を喜んでおり、自分一人でやるよりも楽しいとコメントした。マット・スミスとカレン・ギランが主軸として行った読み合わせを見学した後、カーティスはさらに台本に改変を加えた。彼は、演者たちが愉快でモダンでリラックスしていたため、書き直すのは簡単だとコメントした。カーティスによる本作のオリジナルタイトルは "Eyes That See the Darkness" であったが、彼曰くこれは拒否された。
カーティスは『ドクター・フー』の脚本を書きたがっており、彼の子どもたちも気に入るだろうと考えていた。「ゴッホとドクター」の執筆中、カーティスは家の周りにゴッホの絵を印刷して貼る、プロットの概要を記したインデックスカードを貼ったボードを置くなどしていた。アイディアの捻出にも彼の子供たちも手助けした。ギランは、本作のアプローチとスタイルが今までとは違うもので、キャラクターに寄り添ったものになっているとコメントした。ゴッホはカーティスの良く知る題材ではあったものの注意深く取り扱い、彼は200ページに亘るゴッホの伝記を読み込んだ。他のテーマに携わっていればここまで深くはゴッホのことを調べなかったろうと述べた。そのようにして、彼は残酷というよりもむしろ真実に近い物語を求め、彼が後に斬り落とすことになる耳にまつわるジョークは執筆しなかった。しかし、作品を面白くするために他のユーモアは取り入れていた。

### キャスティングと撮影

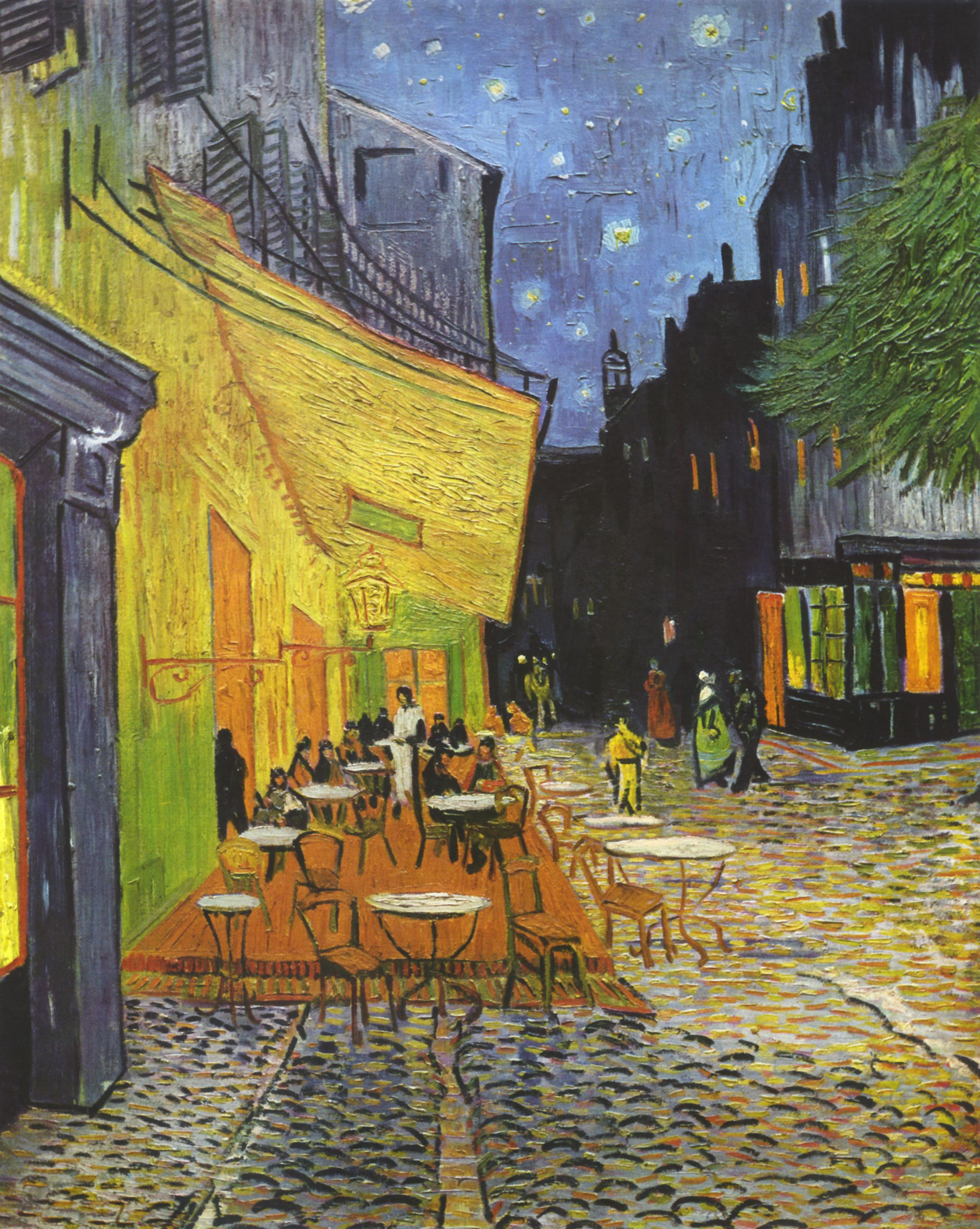
アート部門はゴッホの絵画『夜のカフェテラス』に似たカフェをクロアチアに用意した。

カーティス曰く、他の役も数多く演じてきたオレンジ色のかつらを被った男ではなく、視聴者にとってゴッホそのものに見えるよう、ゴッホ役の俳優のキャスティングは慎重に行われた。最終的にはトニー・カランがこの役にキャスティングされ、カーティスは彼を本当にゴッホに見える素晴らしい俳優だと呼んだ。カランとスミスおよびギランは互いに深く知り合い、ギランはそのことがエピソード中の彼らの相性の中で明らかになると期待した。ビル・ナイはオルセー美術館に勤務するゴッホの専門家役で出演している。彼は『ドクター・フー』新シリーズが始動する際、9代目ドクター役候補として噂されていた。キャンベルはビル・ナイが役を得たことについて非常に運命的だと主張し、人々が彼に注目すると確信した。また、彼の演じるキャラクターはゴッホが後に歴史上で重要となるという事実を述べており、彼はキャラクターにも注目する必要があると述べた。
本作のロケ地は16世紀のヴェネツィアを舞台とした「ヴェネチアの吸血鬼」と同くクロアチアのトロギルであり、撮影は2009年11月頃に行われた。カーディフ国立博物館もオルセー美術館の内装として使用された。セットのいくつかはゴッホの絵画を反映したものもあり、ゴッホの寝室は『ファンゴッホの寝室』を、ドクターとエイミーが初めてゴッホと出会ったカフェは『夜のカフェテラス』をモデルにしている。これはアート部門にとって挑戦的な試みであり、彼らはクロアチア中を広く巡って適した建物を捜索した。望ましい建物を発見すると、絵画のようにデザインし直さなくてはならなかった。この一環として日よけを上げ、窓を変え、テーブルと椅子のあるプラットフォームも用意された。終盤のシーンで流れる歌はイギリスのロックバンドであるアスリートによる "Chances" である。

## 放送と反応
イギリスでは「ゴッホとドクター」は2010年6月5日に BBC One と BBC HD でのサイマル放送で初放送された。当夜の視聴者数の速報値は500万人で、その日の全番組では2番目に視聴者が多く、BBC One においては最高値を達成した。最終合計値は676万人で、うち629万人が BBC One、47万人が BBC HD で視聴していた。BBC One では2番目に、BBC HD では最も多く視聴された番組となった。Appreciation Index は86であった。
本放送の後、視聴者が番組内で起きた問題に影響を受けた場合はヘルプラインが彼らに提供された。「ゴッホとドクター」は2010年9月6日に「下宿人」と「パンドリカが開く」および「ビッグバン」と共に2010年9月6日にリージョン2のDVDとブルーレイディスクが発売された後、同年11月8日に完全版第5シリーズボックスセットの一部としても再発売された。日本語版DVDは2014年10月3日に『ドクター・フー ニュー・ジェネレーション DVD-BOX 1』に同梱されて発売された。

### 批評家の反応
放送以降、「ゴッホとドクター」は主に肯定的にレビューされたSFXのデイヴ・ゴールダーは本作に5つ星のうち星5つを与え、「本当に魔法のような『ドクター・フー』のエピソードだ。雰囲気に夢中になって、そして魅力に満ちている」と論評した。Den of Geek のジョン・ムーアも本作に対して肯定的なスタンスを取っており、『ドクター・フー』のファンとして人生を肯定されていると表現した。彼はプロットの幾つかの要素を批判はしたものの、結末については同様に肯定的に綴っており、最終的に本作を「全くボロもあるが、絶対的に芸術だ」と締め括った。メトロのケイス・ワトソンは印象深いゴッホの世界の映像化に驚き、エピソードを通したカーティスのユーモアを称賛した。また、彼はゴッホ役のカランの演技も絶賛し、ゴッホのうつについてはプロデューサーがむしろ上手くやってのけたと感じた。ガーディアン紙のマーク・ローソンは本作を「素晴らしく良い」「スリリングで面白く、教育的でもある」と褒め、歴史的な辛さや美術に関するジョークに着目した。一方でデボラ・オールは「ゴッホの物語を人気のあるタイムトラベルの文脈に配置することを考えるのはかなり抜け目がないが、涙を誘うような作品としてゴッホの物語に誰かが注目するのは独創的ではなかった」「リチャード・カーティスに人生を肯定するような感じの良い啜り泣きにそっと怪物化されたような感覚は、少なくとも目新しいものではなかった」と綴った。
インデペンデント紙のトム・サトクリフは「最初に独創的で、それから明らかに胸を刺すようだ」と本作を絶賛した。ただし彼は本作がそのプロットの側面のうちいくつかの幅広い含蓄がエピソード中で扱われていないと感じ、また、クライフェイスの死に対して冷酷で無情なままだったという印象も抱いた。ガーディアン紙のサム・ウォラストンは、エピソード中で表現された倫理的情緒には砂糖の粘着質のように執拗なものもあったと感じながらも、本作を気に入り、カーティスの書いた会話は機知に富んでいてクレバーであると感じ、本作の感情が最終的にどのように彼の心を掴んだかを表現した。The A.V. Club のケイス・フィップスは本作をB-と評価し、その理由を「極めて上手くいってはいなかった」「全体的な問題に苦しんでいた」と説明した。IGNのマット・ウェールズも複雑なレビューをしており、評価は10点満点で7.5点であった。彼はカランとギランに肯定的で「エピソードは最終的に三次元的なエイミー・ポンドを我々に与えてくれた」と述べたが、「普段素晴らしいマット・スミスはあまり上手く行っていなかった」と感じた。また、彼はクラフェイスは隠喩として良いアイディアだが脅威ではないと感じ、感動的な結末には「独りよがりに妙に感傷的だ」とレッテルを貼った。
ガーディアン紙の映画ブログにて、ピーター・ブラッドショーは「ゴッホとドクター」を「素晴らしくクレバーで、面白く、好感の持てる非常に超現実的なエピソードだ」と考えた。同紙の『ドクター・フー』ブログのダン・マーティンはより批判的で、『ドクター・フー』らしさを感じられないのが大きな問題であると述べ、もしモンスターの登場している中間パートがなかったらもっと良かっただろうと考えた。また、彼は「兵器級のセンチメンタリティが多すぎる」ことと「追求されていない可能性を投げかけている」ことについて台本を批判し、クラフェイスについては「考えてみると……実態の伴う脅威ではなかった」と批判した。しかし、彼はカランの演技と本作におけるうつの扱いを絶賛し、不信はあるもののエピソードは楽しんだという、ウォラストンと同様のコメントでレビューを締め括った。
最も否定的なレビューはデイリー・テレグラフのギャヴィン・フラーによるもので、彼は本作を「十分まともな設定がなされたが、その設定と合わせるのに失敗した、取るに足らない当たり障りのないエピソード」と批判した。彼は本作の「精神的苦痛を経験した歴史上の芸術家」を題材にしている点を第3シリーズ「言葉の魔術師」と比較し、「ゴッホとドクター」には物語の進行が欠けていると論評した。また、クラフェイスを見ることのできるゴッホの能力は深刻なプロットの破綻であると論じ、クラフェイス自体も『ドクター・フー』の長い歴史の中で最も登場する意味のなかったモンスターであると批判した。また、彼はスミスのドクターも批判し、オルセー美術館に足を運んだにも拘わらずゴッホが自殺したのは理に適っていないとも綴った。しかし、彼は悪いことと良いことにまつわるドクターの演説（ガーディアン紙でウォラストンはこれを批判した）を絶賛し、カーティスがドクターをロマンティック・コメディにおけるヒュー・グラントのキャラクターのような気難しいキャラクターにしなかったことに感謝を示した。ただし結論として、彼は「彼はそれ以外のことをほとんどしなかったし、失望の結果だ」と締め括った。

### 受賞とノミネート
「ゴッホとドクター」は2010年ネビュラ賞でブラッドベリ賞の Outstanding Dramatic Presentation 部門と2011年ヒューゴー賞映像部門にノミネートされた。受賞はどちらも逃しており、ブラッドベリ賞は映画『インセプション』に、ヒューゴー賞は『ドクター・フー』第5シリーズのフィナーレ「パンドリカが開く」と「ビッグバン」に譲ることとなった。カナダのIn Canada's Constellation Awards ではカランとスミスが最優秀男優賞に、カーティスが最優秀脚本賞にノミネートされた。カランは得票率10％で6位にランクインし、カーティスはクリストファー・ノーランの『インセプション』に得票率1%差で敗れて2位となった。